# Quebe
Quebe (Kebbe) é uma Área de governo local no estado de Socoto, na Nigéria. Sua sede é na cidade de Quebe. A LGA compartilha uma fronteira com Zanfara no leste e Kebbi (estado) no sul e oeste.
Possui uma área de 2.618 km² e uma população de 124.658 no censo de 2006.[nota a].
O código postal da área é 850.